# Стівен Сідвелл
Стівен Сідвелл (англ. Steven Sidwell, нар. 14 грудня 1982, Лондон) — англійський футболіст, півзахисник клубу «Брайтон енд Гоув Альбіон».

## Клубна кар'єра
Народився 14 грудня 1982 року в Лондоні. Вихованець футбольної школи клубу «Арсенал». Дорослу футбольну кар'єру розпочав 1999 року в основній команді того ж клубу, в якій провів два сезони, проте у складі основної команди «канонірів» так й не дебютував.

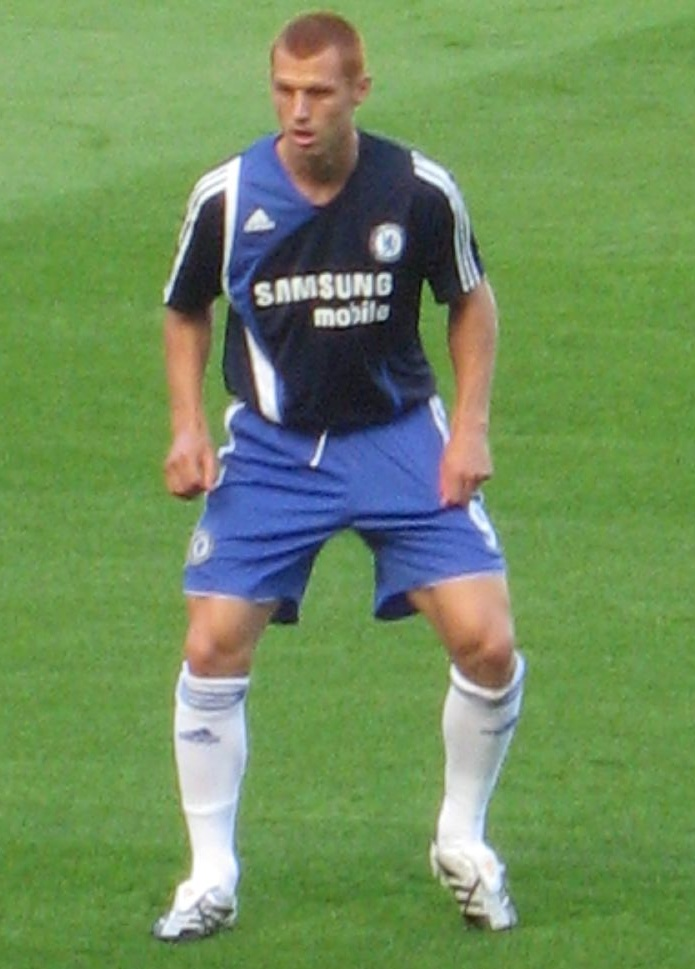
Стівен Сідвелл на тренуванні «Челсі». 15 вересня 2007 року.

Натомість протягом 2001—2002 років як орендований гравець набував ігрового досвіду в командах «Брентфорд», бельгійського «Беверена» та «Брайтон енд Гоув».
Згодом з 2003 по 2008 рік грав у складі команд клубів «Редінг» та «Челсі».
Своєю грою за останню команду привернув увагу представників тренерського штабу клубу «Астон Вілла», до складу якого приєднався 2008 року. Відіграв за команду з Бірмінгема наступні три сезони своєї ігрової кар'єри.
До складу клубу «Фулгем» приєднався на початку 2011 року і виступав там до літа 2014 року, поки команда не вилетіла з Прем'єр-ліги, після чого покинув клуб. За цей час встиг відіграти за лондонський клуб 92 матчі в національному чемпіонаті, в яких забив 14 голів.
9 червня 2014 року Сідвелл приєднався до «Сток Сіті», підписавши контракт на два роки. Проте у складі «гончарів» закріпитись так і не зумів, зігравши за півтора року лише 13 матчів у чемпіонаті, 4 у національному кубку і 3 у кубку ліги. Через це 25 січня 2016 року Стівен на правах оренди до кінця сезону перейшов у клуб Чемпіоншіпу «Брайтон енд Гоув Альбіон».

## Виступи за збірну
У 2003 році залучався до складу молодіжної збірної Англії. На молодіжному рівні зіграв у 5 офіційних матчах.